# Bezirk Bernina
Der Distretto di Bernina (deutsch Bezirk Bernina) war bis zum 31. Dezember 2016 eine Verwaltungseinheit des Schweizer Kantons Graubünden. Er wurde durch die Region Bernina ersetzt.
Er umfasst das Puschlav. 

## Die Gemeinden des ehemaligen Bezirks Bernina
| Wappen    | Gemeindename | PLZ       | Einwohner (31. Dezember 2023) | Fläche in km² | Einwohner pro km² | Kreis     |
| --------- | ------------ | --------- | ----------------------------- | ------------- | ----------------- | --------- |
| Brusio    | Brusio       | 7743      | 1105                          | 46,30         | 24                | Brusio    |
| Poschiavo | Poschiavo    | 7742      | 3525                          | 191,01        | 18                | Poschiavo |
| Total (2) | Total (2)    | Total (2) | 4584                          | 237,31        | 19                |           |